# Тит Клодій Епрій Марцелл
Тит Клодій Епрій Марцелл (лат. Titus Clodius Eprius Marcellus, ?, Капуа — 79) — політичний діяч ранньої Римської імперії, консул-суффект 62 і 74 років, красномовець.

## Життєпис
Походив із заможного роду Клодіїв з м. Капуа. Про батьків немає відомостей. За імператора Калігули перебрався до Риму, де зайнявся адвокатською діяльністю. Завдяки цьому отримав відомість. Наступний імператор — Клавдій — надав йому звання сенатора. У 48 році Марцелл став претором, у 49 році — отримав призначення командиром легіону. З 53 до 56 як пропретор керував провінцією Лікія. По поверненню до Риму був звинувачений у зловживаннях. Втім завдяки імператору Нерону Тита Клодія було виправдано. У 56 році обрано до колегії авгурів. За Нерона деякий час був намісником о. Кіпр.
У 62 році став консулом-суффектом. У 66 році на догоду Неронові виступав проти Фрасеї Пета, який був в опозиції до імператора. За це Марцелл отримав 5 млн сестерціїв. Після загибелі Нерона Гай Гельвідій Пріск звинуватив Епрія у потуранні в злочинах загиблого імператора, втім завдяки імператору Вітеллію, Тита Клодія було виправдано. Згодом Марцелл підтримав Веспасіана у боротьбі за владу.
Після того, як Веспасіан став імператором, щоб зменшити невдоволення Марцеллом у сенаті імператор призначив Клодія проконсулом провінції Азія. Виконував свої обов'язки з 70 до 73 року. У 74 році став консулом-суффектом разом з Квінтом Петіллієм Церіал. У 79 році взяв участь у змові Авла Цецини Алієна, проте вони були викриті Титом та невдовзі страчені.